# アタック・オブ・ザ・ジャイアント・ケーキ
アタック・オブ・ザ・ジャイアント・ケーキ（ギリシア語: Η Επίθεση του Γιγαντιαίου Μουσακά）（The Attack of The Giant Moussaka 1999年, アメリカ）は、パノス・H・コートラスが監督したギリシャを舞台にした空想科学パロディー映画で、パノス・H・コートラス原作の映画である。フランスと日本で劇場公開されており、ギリシャとLGBTの映画祭で上映されている。

## あらすじ
2000年のアテネでエイリアンが発した何かがムサカに照射され巨大化し、人類絶滅の危機に陥れられる。

## 日本
日本公開時のタイトルはアタック・オブ・ザ・ジャイアント・ケーキである。日本においてはムサカという料理の知名度が高くないため改題された。

## スタッフ
- 製作・監督・脚本：パノス・H・コートラス
- 撮影：ザフィリス・エパミノンダス
- 編集：エリザベス・チョロノポウロウ
- 録音：ジョージ・キットソン
- 美術：マリアンナ・パパゲオーギゥ
- 衣装：St.ザオウシス
- 音楽：コンスタンチノス・ヴィタ

## 出演
- マイリアム・ヴォウロー（Joy Boudala）
- ヤニス・アンジェラキス(Tara)
- クリストス・マンダカス(Alexis Alexiou)
- グリゴリス・パトリカレアス(Antonis Boudalas)
- テーミス・バザカ (Evi Bay)

## ビデオ

### 日本語版
| 商品名                                       | 発売日        |
| -------------------------------------------- | ------------- |
| アタック・オブ・ザ・ジャイアントケーキ [DVD] | 2001年3月23日 |